# Відносини між Німеччиною та Курдистаном
Відносини між Німеччиною та регіоном Курдистан — це двосторонні відносини між Німеччиною та регіоном Курдистан. Німеччина має генеральне консульство в Ербілі з 2012 року, а Регіон Курдистан має представництво в Берліні з 1992 року. Багато зустрічей на високому рівні було проведено між двома сторонами, включаючи візит до Берліна курдського президента Масуда Барзані у 2009 році, де він зустрівся з канцлером Німеччини Ангелою Меркель та міністром закордонних справ Франком-Вальтером Штайнмаєром. У 2014 році президент Барзані назвав Німеччину «одним із вірних союзників Курдистану у війні проти Ісламської держави». Генеральний консул Німеччини Марк Айхгорн назвав відносини «чудовими».

## Історія
У 1992 році курді Іраку заснував місію в Берліні році, встановивши прямі контакти з урядом Німеччини. Крім того, місія мала координувати гуманітарну допомогу та допомогу в розвитку Німеччини курдського регіону, а також інформувати німецьку громадськість і ЗМІ про загальну проблему в Курдистані.

### Зміцнення зв'язків і допомога Німеччини регіону Курдистан (2014—2017)
Для боротьби з просуванням Ісламської держави в північні райони Іраку уряд Німеччини вирішив надати військову допомогу курдським солдатам (пешмерга). Штайнмаєр заявив, що: "Ми не можемо, з одного боку, хвалити курдські сили безпеки, поплескувати їх по плечах за боротьбу з ІДІЛ від імені всіх нас, а потім, коли вони просять про допомогу, просто говорити «подивимось, як у вас справи». Перша відправлена допомога, що містила нелетальне військове обладнання, була відправлена в серпні 2014 року. На початку вересня того ж року Німеччина надіслала летальне обладнання та матеріально-технічну підтримку, включаючи штурмові гвинтівки, кулемети, пістолети, протитанкову зброю, прилади нічного бачення та радіо. Допомоги, якої було достатньо, щоб спорядити 4000 курдських солдатів. Німеччина також створила військову групу зв'язку в Ербілі для координації розподілу допомоги. Ця поставка склала 89 мільйонів доларів і була отримана курдською владою 5 вересня. 28 вересня 2014 року міністр оборони Німеччини Урсула фон дер Ляєн відвідала Ербіль і заявила, що Німеччина продовжуватиме підтримувати курдських солдатів, і німецькі солдати почали навчання курдських солдатів у жовтні того ж року.
У січні 2015 року міністр оборони фон дер Ляєн знову відвідала регіон Курдистан і відвідала табір, де німецькі солдати тренували курдських солдатів, де вона прокоментувала навчання та запевнила, що Німеччина підтримуватиме Курдистан і надалі. Під час Мюнхенської конференції з безпеки в лютому 2015 року Барзані зустрівся з Меркель і міністром оборони Німеччини фон дер Ляєн, щоб обговорити військову допомогу курдським солдатам. У травні 2015 року Німеччина вирішила надіслати ще 500 протитанкових керованих ракет MILAN, 30 реактивних установок, ракети panzerfaust, автомати G-3 і G-36 і боєприпаси. З квітня по травень 2015 року п'ять літаків військової допомоги було відправлено в Курдистан. У жовтні 2015 року міністр оборони фон дер Ляєн заявила, що 4700 курдських солдатів пройшли підготовку. У січні 2016 року Німеччина відкрила тренувальну базу в Ербілі для навчання більшої кількості курдських солдатів.
У серпні 2016 року уряд Німеччини вирішив надіслати більше військової допомоги регіону Курдистан, оскільки представник міністерства оборони Німеччини заявив, що вже було надіслано 70 тонн зброї. Поставка була отримана курдською владою на початку листопада 2016 року. Міністр закордонних справ Німеччини Зігмар Габріель зустрівся з президентом Барзані у квітні 2017 року, високо оцінивши зусилля курдів проти ІДІЛ.